# Tawakalt Yekeen
Tawakalt Yekeen (* 1. August 2001 im Bundesstaat Oyo) ist eine nigerianische Radsportlerin, die vorrangig Rennen auf der Bahn bestreitet.

## Sportlicher Werdegang
2020 errang Tawakalt Yekeen bei den Afrikameisterschaften in Kairo die Bronzemedaille im Keirin. Im Jahr darauf, bei den Afrikameisterschaften, die ebenfalls in Kairo stattfanden, holte sie drei Medaillen: Gold im Teamsprint und in der Mannschaftsverfolgung sowie Silber im Zweier-Mannschaftsfahren. 2022 wurde sie zweifache Afrikameisterin, in Teamsprint (mit Ese Ukpeseraye und Grace Ayuba) und in Mannschaftsverfolgung (mit Ese Ukpeseraye, Mary Samuel und Treasure Coxson). Jeweils Silber errang sie in Keirin und im Zweier-Mannschaftsfahren.

## Erfolge
2020
- Afrikameisterschaft – Keirin

2021
- Afrikameisterschaft – Teamsprint (mit Ese Ukpeseraye und Oveh Ifeakan), Mannschaftsverfolgung (mit Ese Ukpeseraye, Grace Ayuba und Mary Samuel)
- Afrikameisterschaft – Zweier-Mannschaftsfahren (mit Ese Ukpeseraye)

2022
- Afrikameisterin – Teamsprint (mit Ese Ukpeseraye und Grace Ayuba), Mannschaftsverfolgung (mit Ese Ukpeseraye, Mary Samuel und Treasure Coxson)
- Afrikameisterschaft – Keirin, Zweier-Mannschaftsfahren (mit Ese Ukpeseraye)

2024
- Afrikameisterschaft – Teamsprint (mit Tombrapa Gladys Grikpa und Grace Ayuba), Mannschaftsverfolgung (mit Tombrapa Gladys Grikpa, Grace Ayuba und Patience Effiong Otoudung)
- Afrikameisterschaft – Sprint